# Sostene di Calcedonia
San Sostene di Calcedonia (Calcedonia, III secolo – Calcedonia, IV secolo) fu un cristiano, martire presso Calcedonia in Bitinia e venerato come santo dalla Chiesa cattolica e dalle Chiese ortodosse.

## Biografia
Nato a Calcedonia, fu soldato nell'esercito dell'augusto Massimiano, sotto cui riportò numerose vittorie. Vide le persecuzione dei cristiani ad opera degli imperatori Decio e Diocleziano ma la sua conversione avvenne quando gli venne ordinato di uccidere Eufemia di Calcedonia. Rifiutatosi di obbedire fu arrestato e il console di Bitinia, Prisco, provò inutilmente a convincerlo ad abiurare dapprima con promesse di ricchezza ed in seguito torturandolo. Condannato ad essere sbranato dalle belve fu da esse risparmiato e in ultimo fu condannato al rogo insieme ad un altro martire Vittore di Calcedonia.
Alcune sue reliquie sono conservate, insieme alle reliquie di santa Eufemia e di san Vittore, nella basilica di Sant'Eufemia in Piacenza.